# Artūras Paulauskas
Artūras Paulauskas fou el president del Seimas, nom del parlament de la República de Lituània i president interí del país després de la destitució del president Rolandas Paksas.
Artūras Paulauskas va néixer el 23 d'agost de 1953 a Vílnius. Va estudiar Dret a la Universitat de Vílnius, on es va diplomar el 1976. Fauna ràpida carrera a l'aparell judicial de la República Socialista Soviètica de Lituània, i esdevé procurador general adjunt el 1987. És nomenat procurador general l'any 1990, càrrec que abandona el 1995 per fer els primers passos a la vida política des de 1997 al costat del seu mentor, el comunista renovador Algirdas Brazauskas, que aleshores era el president de la República.

## Eleccions 1998
Durant les eleccions presidencials de 1998, Brazauskas decideix cedir el seu lloc i recolza el seu dofí Paulauskas, que es presenta a la llista del LDDP. Paulauskas surt vencedor a la primera volta de les eleccions, amb gairebé el 40% dels vots, encara que és derrotat per Valdas Adamkus, candidat de centredreta, en una ajustada segona volta, amb el 49,69% enfront del 50,31% del seu rival.
Paulauskas abandona el LDDP per fundar un nou partit de centreesquerra, la Nova Unió (Naujoji sąjunga (socialliberalai) o NS-SL) el 1998. A les eleccions legislatives d'octubre de 2000, la Nova Unió de Paulauskas obté el segon lloc per nombre de vots (19,6%), encara que queda en tercer lloc pel nombre d'escons obtinguts en el Seimas. Aquesta posició d'àrbitre, juntament amb la política d'aliances seguides, permeten que sigui elegit president del Seimas el 19 d'octubre de 2000.
Després de la destitució del president Rolandas Paksasper per mor de greus casos de corrupció, el 6 d'abril de 2004, Paulauskas és nomenat, seguint els preceptes constitucionals lituans, president interí, càrrec que ocuparà fins a l'elecció de Valdas Adamkus, el seu antic adversari, el 12 de juliol de 2004.